# كارلوس مونيوث (لاعب كرة قدم)
كارلوس مونيوث (بالإسبانية: Carlos Muñoz Martínez) (13 نوفمبر 1964 في الإكوادور - 26 ديسمبر 1993 في الإكوادور) هو لاعب كرة قدم كولومبي والإكوادور في مركز الهجوم. شارك مع منتخب الإكوادور لكرة القدم. أما مع النوادي، فقد لعب مع برشلونة جواياكويل وديبورتيفو فيلانبانكو وديبورتيفو إفريست ونادي أولميدو ونادي أوداز أوكتبرينو.

## وصلات خارجية
- كارلوس مونيوث على موقع قاعدة بيانات كرة القدم.إي يو (الإنجليزية)
- كارلوس مونيوث على موقع ناشيونال فوتبول تيمز (الإنجليزية)
- كارلوس مونيوث على موقع عالم كرة القدم.نت (الإنجليزية)